# Caradrina suscianja
Caradrina suscianja is een vlinder uit de familie uilen (Noctuidae). De wetenschappelijke naam is voor het eerst geldig gepubliceerd in 1981 door Mentzer.
De soort komt voor in Europa.